# Schizaspidia antennata
Schizaspidia antennata är en stekelart som beskrevs av Charles Joseph Gahan 1940. Schizaspidia antennata ingår i släktet Schizaspidia och familjen Eucharitidae. Inga underarter finns listade i Catalogue of Life.